# 염인호
염인호(1957년 10월 1일 ~ )는 대한민국의 역사학자, 서울시립대학교 인문대 국사학과 교수이다. 주 분야는 한국근현대사를 다루고 있다.

## 생애
서울대학교 역사교육과를 졸업하고 연세대학교 사학과와 국민대학교 국사학과에서 각각 석,박사학위를 받았다. 1997년부터 서울시립대학교 국사학과 교수로 재직해왔으며 그 사이 연변대학교(2001년)와 북경대학교(2010년)에서 각각 반 년간 연구 혹은 강의를 했다. 독립운동사 연구에서 출발하여 재중국 조선인들의 민족운동에 관심을 가지고 연구해왔다. 연구의 중심을 민족운동가 개인에서 민족운동조직으로, 그리고 근년에는 민족운동의 기반인 교민사회로 넓혀왔다.

## 저서
- 『김원봉 연구』(1993)
- 『조선의용군의 독립운동』(2001)
- 『또 하나의 한국전쟁 : 만주 조선인의 ‘조국’과 전쟁』(2010)

## 주요논문
- 「해방 후 중국 연변 조선인사회의 변동과 학교교육」(2003)
- 「중국 연변의 ‘반간(反奸)청산투쟁’」과 토지개혁(1946)」(2006)
- 「중국 국공내전기 만주 국민당지구 한인의 동향(1948)」(2007)
- 「중국 국공내전기 목단강시 조선인사회와 한반도와의 관계(1945. 8~1948. 2)」(2009)
- 「근현대 중국 동북지방 조선인의 민족정체성과 교육」(2012)
- 「 1946년 가을 연길시 해란강 혈채 청산투쟁의 시행과 특징」(2013)